# Beastie Boys Story
Beastie Boys Story es una película documental en vivo estadounidense de 2020, dirigida, producida y escrita por Spike Jonze, junto a Michael Diamond y Adam Horovitz. Fue filmada en el Kings Theatre de Brooklyn, Nueva York y es una adaptación de Beastie Boys Book, una memoria de los Beastie Boys escrita por Diamond y Horovitz. Jonze se reunió con Diamond y Horovitz para el proyecto después de dirigir varios vídeos musicales, incluido "Sabotage" en 1994. 
Estaba programado para su lanzamiento limitado en cines el 3 de abril de 2020, seguido de transmisión digital el 24 de abril de 2020 por Apple TV+. El estreno limitado en cines fue cancelado debido a la pandemia de COVID-19.

## Elenco
- Michael Diamond
- Adam Horovitz
- Adam Yauch (contenido de archivo)
- Bill Hader como voz de Crazy Shit
- Michael K. Williams como Bob Dylan [2]
- Ben Stiller, David Cross y Steve Buscemi como miembros de la audiencia

## Lanzamiento
Beastie Boys Story estaba programado para tener su estreno mundial en South by Southwest el 16 de marzo de 2020, pero el festival fue cancelado debido a la pandemia de COVID-19.   La película también estaba programada para estrenarse de forma limitada el 3 de abril de 2020 en cines IMAX seleccionados, pero fue retirada del calendario debido al cierre de cines que comenzó a mediados de marzo debido a las restricciones pandémicas.  La transmisión digital estuvo disponible en Apple TV+ el 24 de abril de 2020. 

## Recepción

### Recepción de la crítica
En el agregador de reseñas Rotten Tomatoes, la película tiene un índice de aprobación del 94% según 84 reseñas. El consenso crítico del sitio web, que es una referencia a la canción de 1986 de los Beastie Boys "Paul Revere", dice: "Aquí hay una historia de los Beastie Boys que tenían que contar, sobre tres hermanos malos que conoces tan bien. Comenzó hace mucho tiempo en la historia... Y para los fans nuevos o antiguos, es una visita obligada".  Tiene una puntuación de 75 sobre 100 en Metacritic, un sitio que agrega una calificación normalizada, que indica "críticas generalmente positivas".
Erik Adams de The AV Club le dio a la película una C+ y la criticó por su mal ritmo y su falta de diversión. Su reseña concluye: "No se ofrecen muchas ideas nuevas ni películas dignas de Criterion Collection, pero para los fans, el documental será un recordatorio de por qué entraron en Ad-Rock, MCA y Mike D en la primera. "Todo está ahí en las tomas descartadas: la historia de Beastie Boys es simplemente demasiado grande, demasiado extraña, demasiado difícil de manejar para que Beastie Boys Story pueda contenerla". 